# Lépiel
Lépiel (bielorruso y ruso: Ле́пель; polaco: Lepel) es una ciudad subdistrital de Bielorrusia, capital del distrito homónimo en la provincia de Vítebsk.
Se conoce su existencia desde 1439. Perteneció al Gran Ducado de Lituania hasta que en 1793 pasó a dominio ruso por la Segunda Partición de Polonia. Adquirió estatus urbano en Bielorrusia el 27 de septiembre de 1938, cuando se creó el primer mapa de ciudades en el país.
En 2010 tiene una población de 17 400 habitantes.
Se ubica a orillas del lago Lepiel, a medio camino entre Vítebsk y Minsk por la carretera M3.